# Teoria dell'eredità duale
L'ipotesi dell'ereditarietà duale, o DIT (Dual inheritance theory), propone che i moderni esseri umani siano i risultanti dell'interazione tra evoluzione biologica e l'evoluzione culturale. La DIT presuppone che la cultura, compresa la trasmissione culturale e l'evoluzione culturale, sia influenzata e vincolata dalle potenzialità di evoluzione del genoma, e che a sua volta contribuisca ad apportare pressioni selettive sul genoma. I risultati di tali interazioni potrebbero dare frutto a processi di adattamento all'interno di una popolazione.

## Relazione fra cultura ed il concetto di evoluzione
A partire dai primi anni 70, i metodi di indagine sull'evoluzione culturale hanno tracciato un parallelismo con il paradigma dell'evoluzione genetica.
- Gli esseri umani ereditano la cultura mediante apprendimento e insegnamento da parte di altri esseri umani, la cultura viene ereditata.
- La trasmissione culturale è imperfetta, ad ogni generazione successiva i cambiamenti dovuti alla trasmissione imperfetta risultano cumulativi.
- Gli esseri umani sviluppano nuove varianti culturali, la variazione acquisita si può espandere od estinguere.
- Gli esseri umani possono scegliere le varianti culturali da adottare, tale processo di norma non è possibile nel sistema genetico, eccetto il caso della selezione sessuale, all'interno della quale l'individuo può scegliere il proprio compagno o compagna.

La capacità umana di memorizzare, trasmettere la cultura e variare la propria cultura potrebbe essere derivata da meccanismi evolutivi su base genetica. Ciò implica che a un certo punto, durante l'evoluzione della specie umana, un tipo di apprendimento sociale in grado di permettere l'evoluzione culturale cumulativa sia risultato evolutivamente vantaggioso e quindi si sia affermato, anche questa modalità di apprendimento culturale a sua volta si rifletterebbe sul pool genico di una popolazione ad esempio, le adozioni culturali dell'agricoltura casearia avrebbero causato un effetto di selezione genetica per i caratteri di digerire amido e lattosio.

## Storia
L'idea che le culture umane subiscano un processo evolutivo analogo all'evoluzione genetica risale a Darwin. Nel 1960, Donald T. Campbell pubblicò una parte del primo lavoro teorico nel quale i principi della teoria evolutiva vengono adattati all'evoluzione delle culture. Nel 1976, vengono gettate le basi per la DIT, in quell'anno Richard Dawkins divulgò al grande pubblico le basi dell'evoluzione culturale. Sempre nel 1976, Marcus Feldman e Luigi Luca Cavalli Sforza pubblicarono i primi modelli dinamici di coevoluzione gene-cultura.
Nel 1981 l'opera di Charles Lumsden e E.O. Wilson intitolata Genes, Mind and Culture delineò una serie di modelli matematici di come l'evoluzione genetica potrebbe favorire la selezione di tratti culturali e di come i tratti culturali potrebbero, a loro volta, influenzare la velocità di evoluzione genetica.
Sempre nel 1981 Cavalli Sforza e Feldman con la loro opera: Cultural Transmission and Evolution: A Quantitative Approach formularono una teoria matematica relativa alla diffusione dei tratti culturali.
Nel 1985 Robert Boyd e Peter Richerson presentarono i modelli matematici impiegati come standard negli studi sull'evoluzione dell'apprendimento sociale in diverse condizioni ambientali, sugli effetti sulla popolazione dell'apprendimento sociale, nell'indagine delle varie forze di selezione all'interno delle regole di apprendimento culturale e sui conflitti tra evoluzione culturale e genetica.

### Libri
- Lumsden, C. J. and E. O. Wilson.  1981.  Genes, Mind, and Culture: The Coevolutionary Process.  Cambridge, Massachusetts: Harvard University Press.
- Cavalli-Sforza, L. L. and M. Feldman. 1981. Cultural Transmission and Evolution: A Quantitative Approach. Princeton, New Jersey: Princeton University Press.
- Boyd, R. and P. J. Richerson.  1985.  Culture and the Evolutionary Process.  Chicago: University of Chicago Press.
- Durham, W. H. 1991. Coevolution: Genes, Culture and Human Diversity.  Stanford, California: Stanford University Press. ISBN 0-8047-1537-8
- Tomasello, M. 1999.  The Cultural Origins of Human Cognition. Cambridge, Massachusetts: Cambridge University Press.
- Shennan, S. J. 2002.  Genes, Memes and Human History: Darwinian Archaeology and Cultural Evolution. London: Thames and Hudson.
- Laland, K. N. and G. R. Brown.  2002.  Sense & Nonsense: Evolutionary Perspectives on Human Behavior.  Oxford: Oxford University Press.
- Boyd, R. and P. J. Richerson.  2005. The Origin and Evolution of Cultures.  Oxford: Oxford University Press.
- Richerson, P. J. and R. Boyd.  2005. Not By Genes Alone: How Culture Transformed Human Evolution.  Chicago: University of Chicago Press.

### Reviews
- Smith, E. A. 1999. Three styles in the evolutionary analysis of human behavior. In L. Cronk, N. Chagnon, and W. Irons, (Eds.) Adaptation and Human Behavior: An Anthropological Perspective New York: Aldine de Gruyter.
- Henrich, J. and R. McElreath.  2003.  The evolution of cultural evolution. Evolutionary Anthropology 12:123-135.
- Mesoudi, A., A. Whiten, and K. N. Laland.  2006. Towards a unified science of cultural evolution. Behavioral and Brain Sciences 29:329-383
- Gintis, H. 2006. A framework for the integration of the behavioral sciences Behavioral and Brain Sciences 30:1-61
- Bentley, R.A., C. Lipo, H.D.G. Maschner and B. Marler 2007. Darwinian Archaeologies. In R.A. Bentley, H.D.G. Maschner & C. Chippendale (Eds.) Handbook of Archaeological Theories. Lanham (MD): AltaMira Press.
- McElreath, R. &  Henrich, J. 2007. Modeling cultural evolution. Archiviato il 17 luglio 2007 in Internet Archive. In R. Dunbar and L. Barrett, (Eds.), Oxford Handbook of Evolutionary Psychology Oxford: Oxford University Press.
- McElreath, R. &  Henrich, J. 2007. Dual inheritance theory: the evolution of human cultural capacities and cultural evolution. In R. Dunbar and L. Barrett, (Eds.), Oxford Handbook of Evolutionary Psychology Oxford: Oxford University Press.
- Kim Sterelny, Review Genes, Memes and Human History (PDF), Stephen Shennan, London, Thames and Hudson, 2002,  p. 304.
- Laland, K.N., Odling-Smee, J. & Myles, S. 2010. How culture shaped the human genome: bringing genetics and the human sciences. Nature Reviews: Genetics 11:137-148

### Articoli
- R. Boyd & P. J. Richerson; (Eds.) P. Carruthers, S. Stich, S. Laurence, Culture, Adaptation, and Innateness (PDF), in The Innate Mind: Culture and Cognition.
- P. J. Richerson & R. Boyd, Built for Speed, Not for Comfort: Darwinian Theory and Human Culture (PDF), in History and Philosophy of the Life Sciences, n. 23, 2001,  pp. 425-465.